# Muurbrand
De muurbrand (Microbotryum stellariae) is een brandschimmel behorend tot de familie Microbotryaceae. Hij komt voor op Caryophyllaceae en Alsinoideae. Een aangetaste plant is wat geler en de groeiwijze is meer gedrongen.

## Kenmerken
De sporen hebben een diameter van 5-8 µm.

## Verspreiding
In Nederland komt de muurbrand uiterst zeldzaam voor. 

## Waardplanten
De muurbrand komt voor op:
- Arenaria biflora
- Arenaria ciliata
- Arenaria moehringioides
- Arenaria tenella
- Cerastium arvense (Akkerhoornbloem)
- Moehringia lateriflora
- Myosoton aquaticum (Watermuur)
- Stellaria alsine (Moerasmuur)
- Stellaria calycantha
- Stellaria graminea (Grasmuur)
- Stellaria holostea (Grote muur)
- Stellaria longifolia
- Stellaria media (Vogelmuur)
- Stellaria palustris (Zeegroene muur)